# Атанас Йовев
Атанас Трифонов Йовев е български революционер, струмишки войвода на Вътрешната македоно-одринска революционна организация.

## Биография
Йовев е роден в село Муртино, Струмишко, тогава в Османската империя, и затова носи прякора Муртински. Ръководител е на революционния комитет на ВМОРО в родното си село. Става нелегален в 1906 година и образува чета, с която действа до Младотурската революция в 1908 година.
През 1943 година неговата съпруга Елена Йовева, тогава вече вдовица, подава документи до Дирекцията на пенсиите на Царство България за добиване на наследствена военноинвалидна пенсия, поради големите заслуги на нейния съпруг-революционер в борбите за Македония. Молбата е одобрена.